# Henri Lioret
Pour les articles homonymes, voir Lioret.
 (janvier 2016).
Si vous disposez d'ouvrages ou d'articles de référence ou si vous connaissez des sites web de qualité traitant du thème abordé ici, merci de compléter l'article en donnant les références utiles à sa vérifiabilité et en les liant à la section « Notes et références ».
Henri Lioret, né à Moret-sur-Loing le 26 juillet 1848 et mort à Paris le 22 mai 1938, occupe une place privilégiée dans l’essor du phonographe à la fin du XIXe siècle.

## Biographie

### Horloger
Dans l’histoire des origines de l’enregistrement phonographique, quelques pionniers français ont apporté des contributions essentielles. À côté de Charles Cros et de Charles Pathé, le morétain Henri Lioret est paradoxalement le moins connu d'entre eux, bien qu’il occupe une place privilégiée dans l’essor du phonographe à la fin du XIXe siècle.
Fils d’un horloger établi au 44, Rue Grande, Henri Lioret naît à Moret-sur-Loing le 26 juillet 1848. Dans l’atelier paternel, l’enfant fait preuve d’une vive intelligence et d’un sens aigu de l’observation. Il profite pleinement des leçons de chose prodiguées par son père, et c’est naturellement vers le métier d’horloger qu’il va s’orienter. Entré en 1862 à l’École d’Horlogerie de Besançon, il sort au premier rang de sa promotion quatre années plus tard. À dix huit ans, il révèle déjà une énergie créatrice qui ne le quittera pas tout au long de sa carrière. Par la suite, Henri Lioret crée à Paris un atelier d’horlogerie, rue de Turbigo, où il emploie en 1890 une soixantaine de collaborateurs. La qualité de ses réalisations et la remarquable formation de ses apprentis lui valent prix et honneurs, sa notoriété lui apporte des commandes prestigieuses. En 1893, le gouvernement français lui demande une pendule d’apparat qu’il souhaite offrir au Tsar, à l’occasion de la visite en France des marins russes. L’horloger donne alors la mesure de sa créativité en réalisant un chef-d’œuvre fort apprécié par le tsar Alexandre III : la pendule affiche les heures, les jours, les mois et les saisons.

### Phonographe

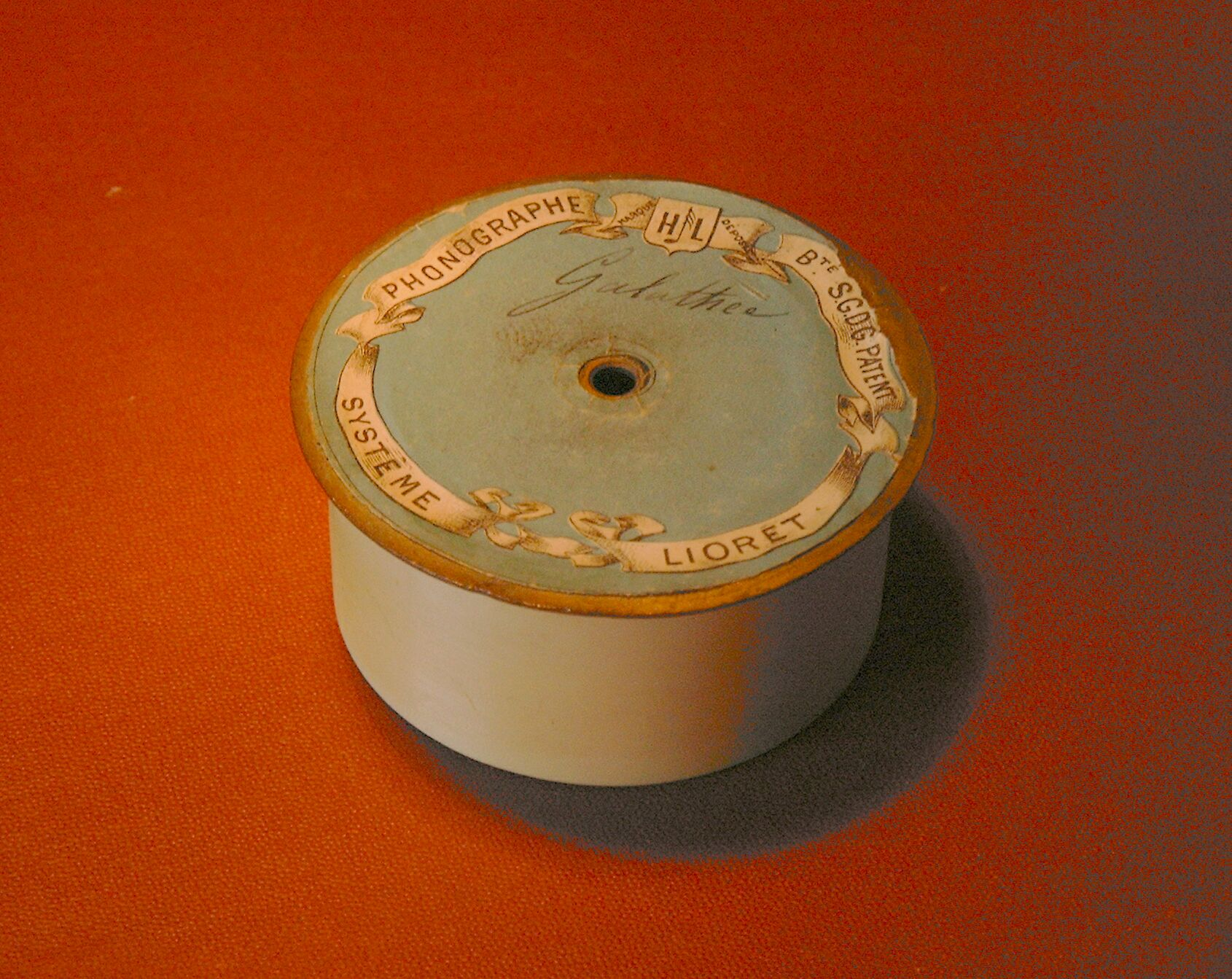
Cylindre de phonographe en celluloïd

Parallèlement à sa création de nouveaux modèles d’horlogerie, Henri Lioret entame avec Émile Jumeau une fructueuse collaboration, qui va marquer un tournant dans sa carrière. Soucieux de préserver la suprématie de sa maison, Émile Jumeau cherche dès 1890 à perfectionner ses célèbres poupées. Il sollicite l’horloger en vue de concevoir et réaliser un phonographe suffisamment miniaturisé pour être dissimulé dans le corps d’un Bébé Jumeau. Henri Lioret ne trompera pas son attente et, bien que ne connaissant rien dans ce domaine, il s’investit totalement dans la recherche de solutions originales. Après quelques mois de mise au point, la poupée bavarde est enfin prête pour les fêtes de Noël 1893. Disposant de cylindres enregistrés en français, anglais et espagnol, elle chante et récite des comptines de trente cinq mots. En cette période où l’actualité politique vient régulièrement souligner l’amitié franco-russe, Jumeau et Lioret la dotent de cylindres enregistrés en russe, ce qui permet au président Félix Faure d’offrir trois de ces merveilleux jouets à la grande Duchesse Olga, fille de Nicolas II, à l’occasion de son voyage à Saint-Pétersbourg en 1897. Malgré son prix élevé, le Bébé Phonographe obtient jusqu’en 1900 un vif succès auprès de quelques familles privilégiées.
Conforté par ses succès dans cette nouvelle activité, Henri Lioret délaisse progressivement l’horlogerie pour se consacrer à la production de phonographes et de cylindres enregistrés. Dès le 18 mai 1893, il avait déposé un premier brevet décisif, qui fait date dans l’histoire de l’enregistrement sonore. Dans ce brevet et dans les additifs suivants, il décrit sa méthode pour la duplication de cylindres en celluloïd à partir d’une seule audition de l’artiste. Ses cylindres présentent des avantages par rapport aux cylindres de cire produits par Charles Pathé à la même époque. L’innovation tient essentiellement à l’emploi du celluloïd, pratiquement incassable et inusable, permettant par ailleurs une gravure d’une grande finesse. Alors que le français propose dès 1898 des cylindres en celluloïd d'une durée de 4 minutes, il faut attendre 1912 pour voir l’Américain Edison commercialiser des cylindres équivalents. Par son procédé, Henri Lioret est donc le premier au monde à enregistrer et à dupliquer des phonogrammes de longue durée, précurseurs du "microsillon".
Fidèle à sa démarche de chercheur, Henri Lioret conçoit et construit artisanalement des phonographes entièrement originaux. Ses "Lioretgraph", nom générique donné à ses phonographes, marqués par la simplicité et l’élégance, présentent des solutions novatrices, contrairement à celles de ses concurrents qui s’évertuent à copier les modèles américains d’Edison ou de la Columbia. En 1895, un Grand prix à l’Exposition Internationale de Bordeaux vient récompenser le premier constructeur français de phonographes. Son affaire se développant, il installe une petite usine au cœur du Petit Montrouge, actuel 14e arrondissement de Paris. Dans l’ancienne imprimerie de l 'Abbé Migne, au 18 rue Thibaud, il aménage des ateliers, un magasin et des salles d’audition. Sa production est toujours de qualité, mais n’atteint jamais une dimension commerciale considérable. Les cylindres de celluloïd ont en effet l’inconvénient de ne pouvoir être joués que sur des Lioretgraph et de ne pouvoir être enregistrés chez soi, comme les cylindres de cire produits à l’échelle industrielle.
Lors de l’Exposition universelle de 1900, les spectateurs se pressent devant la grande affiche du Phono-Cinéma-Théâtre dessinée par François Flameng. Le public s'émerveille en découvrant le programme l’invitant à voir et entendre les plus grands noms des scènes parisiennes : Sarah Bernhardt dans la scène du duel d’Hamlet, Cléo de Mérode dans une danse ancienne, Réjane dans Madame Sans Gêne, Coquelin Aîné dans Les Précieuses ridicules et surtout en Cyrano de Bergerac, Jeanne Hatto dans L’invocation à Diane d’Iphigénie en Tauride.
Clément Maurice, photographe de renom et familier des artistes en vogue, est l’ancien concessionnaire du Cinématographe Lumière au Grand Café se charge des prises de vues et des enregistrements phonographiques sur des cylindres en cire qui vont contribuer à la renommée de l’établissement. Le premier opérateur, Félix Mesguich, tourne la manivelle de la caméra en veillant à la bonne synchronisation de l’image et du son.
Bénéficiant d’une réputation d’excellent professionnel de l’enregistrement dans le milieu artistique, Henri Lioret a été sollicité pour fournir les phonographes. Il propose naturellement L’Idéal, sa dernière création présentée dans son stand de l’Exposition, à quelques pas de l’attraction. L’appareil présente les caractéristiques requises pour l’utilisation souhaitée par Clément Maurice : outre sa puissance, son mouvement électrique est capable de supporter un fonctionnement quasi continu, ses cylindres en cire permettent l’enregistrement des artistes dans le petit studio et procurent une durée d’audition de 4 minutes. Dès le début, des articles élogieux saluent le spectacle ; le 18 juin, celui du Figaro rapporte obligeamment : « Grâce à la combinaison complète et absolue de ces deux merveilles, le phonographe et le cinématographe, on est arrivé à un résultat d’une rare perfection, dont il faut féliciter MM. Clément Maurice et Lioret… Quant au phonographe, c’est également une pure merveille de netteté et de sonorité. »

### Magasin de jouetsMeccanoet rechercheoscillographes
À partir de 1901, Henri Lioret est contraint d’ajouter à son catalogue des productions autres que la sienne, il est même contraint d’adapter ses appareils pour jouer les cylindres de cire Pathé qui inondent le marché. Dès lors, il arrête sa production de phonographes et prend un magasin de jouets. Près de la place Denfert-Rochereau, au 270 boulevard Raspail, l’inventeur poursuit ses recherches sur l’enregistrement dans l’arrière-boutique du magasin, tout en continuant à fournir les grandes firmes phonographiques en dispositifs enregistreurs professionnels.
Henri Lioret entame une troisième carrière vers 1905. Fort de son expérience en mécanique et de son expertise en acoustique, il s'intéresse aux travaux des phonéticiens et met au point des oscillographes mécaniques que lui commandent les laboratoires français et étrangers. Il participe au développement du cinéma parlant avec Léon Gaumont en fixant les principes de l’enregistrement optique du son et collabore avec les sommités scientifiques de l’époque, telles que Marey, l’abbé Rousselot ou le professeur Marage. On ne peut citer tous ses travaux, tant ils sont nombreux. Nous retiendrons à titre d’exemple son système de repérage à grande distance des pièces d’artillerie, mis au point à Fontainebleau. Cette invention permit de localiser le canon allemand qui bombardait Dunkerque pendant la grande guerre. En 1920, âgé de 72 ans, son esprit inventif et sa vitalité sont intacts, il n’hésite pas à plonger à grande profondeur pour vérifier son appareil de repérage des sous-marins mis au point avec son ami Loth.

### Retraite
En 1925, Henri Lioret doit subir une grave opération à la suite de laquelle, affaibli mais faisant toujours preuve d’un solide caractère, il cesse peu à peu toute activité. Il confie le magasin spécialisé dans les jouets Meccano à son fidèle collaborateur Lucien-Edmond Diehl, avant de prendre sa retraite à Moret. Rue de la Pêcherie, il retrouve ses amis d’enfance et le souvenir de ses parents. Le vieil homme consacre l’essentiel de son temps à la peinture sur les bords du Loing, dont il affectionne particulièrement les paysages. Au terme d’une carrière exemplaire et fertile en innovations, Henri Lioret s’éteint le 22 mai 1938 en son domicile dans le 14e arrondissement de Paris à l’âge de 89 ans.

## Sources
D'après :  Julien Anton, Henri Lioret, un horloger pionnier du phonographe, Paris, CIRES, 2006, 231 p. (ISBN 2-9526111-0-6)
- Paul Le Flem, Henri Lioret, Paris, Librairies Larousse, 1961